# Герменевтический круг
Герменевтический круг — метафора, описывающая взаимообусловленность объяснения и интерпретации с одной стороны, и понимания — с другой. Герменевтический круг является одним из основных понятий философии герменевтики.

## О круге понимания

### По Шлейермахеру
Понятие введено философом и протестантским богословом Фридрихом Шлейермахером. Герменевтический круг — это принцип понимания текста, основанный на диалектике части и целого.
…как целое понимается из отдельного, но и отдельное может быть понято только из целого, имеет такую важность для данного искусства и столь неоспоримо, что уже первые же операции невозможно проделать без применения его, да и огромное число герменевтических правил в большей или в меньшей степени основывается на нем…Ф.Шлейермахер
Шлейермахер считал, что процесс понимания принципиально не может быть завершён, и мысль бесконечно движется по расширяющемуся кругу. Повторное возвращение от целого к части и от частей к целому меняет и углубляет понимание смысла части, подчиняя целое постоянному развитию.

### По Дильтею
Вильгельм Дильтей развил понятие герменевтического круга, включив в него философскую позицию автора, его психологию, а также контекст социально-культурных условий создания произведения. По Дильтею, познающий субъект познает себя через других, но других он понимает через себя.

### По Хайдеггеру
Неразрешимость герменевтического круга Шлейермахера мнимая. Немецкий философ М. Хайдеггер в своих трудах разъяснил, как постичь всеобщее, когда читатель в каждый данный момент имеет дело только с отдельным.
Мы не должны низводить круг до circulum vitiosum — пусть бы его даже стали после этого «терпеть». Круг заключает в себе позитивную возможность наиболее изначального познания. Впрочем, подлинным образом мы используем такую возможность лишь тогда, когда в своем истолковании начинаем понимать, что его первая, постоянная и последняя задача состоит не в том, чтобы предзадавать себе предимение, предусмотрение и предвосхищение случайными наитиями или обыденными понятиями, но в том, чтобы разрабатывать их изнутри самого существа дела, обеспечивая тем научность темыМ. Хайдеггер
Хайдеггер считал, что герменевтический круг нельзя трактовать как порочный или как неустранимое неудобство. В нём заключена позитивная возможность постижения изначального, возможность, улавливаемая лишь тогда, когда первая и последняя задачи интерпретации естественным образом поняты: не допускать привнесения того, что проистекает из предрасположенности, предвидения, предзнания случайного или общепринятого свойства.

### По Гадамеру
Ганс Гадамер попытался выйти за рамки «мыслящего самого себя мышления».
Гадамер оттолкнулся от мнения Хайдеггера о герменевтическом круге.
… понять нечто можно лишь благодаря заранее имеющимся относительно него предположениям, а не когда оно предстоит нам как что-то абсолютно загадочное. То обстоятельство, что антиципации могут оказаться источником ошибок в толковании и что предрассудки, способствующие пониманию, могут вести и к непониманию, лишь указание на конечность такого существа, как человек, и проявление этой его конечности. Неизбежное движение по кругу именно в том и состоит, что за попыткой прочесть и намерением понять нечто «вот тут написанное» «стоят» собственные наши глаза (и собственные наши мысли), коими мы это «вот» видимГ. Гадамер
Гадамер считал, что постигая традицию, интерпретатор сам находится внутри неё. По Гадамеру, задача состоит не в том, как выйти из герменевтического круга, а в том, как в него «правильно» войти.

### Диалектическая интерпретация
Можно провести аналогию герменевтической теории с научными методами исследования, такими как анализ и синтез, которые дополняют друг друга, при этом каждый из них осуществляется с помощью и посредством другого.
В диалектическом процессе понимания высшей категорией и гарантом преодоления идей герменевтического круга является целостность.